# Taku Hiraoka
Pour les articles homonymes, voir Hiraoka.
Taku Hiraoka (平岡 卓, Hiraoka Taku), né le 29 octobre 1995 à Gose, est un snowboardeur japonais spécialisé dans les épreuves de Half-pipe. 

## Carrière
Il débute en Coupe du monde en février 2011 à Stoneham, manche durant laquelle il se classe deuxième. En 2013, il prend la médaille d'argent aux mondiaux disputés à Stoneham puis remporte sa première victoire en Coupe du monde à Sotchi. L'an suivant, il est médaillé de bronze aux Jeux olympiques de Sotchi.

## Palmarès

### Championnats du monde
| Édition/Discipline | Half-pipe |
| Mondiaux 2011      | 9e        |
| Mondiaux 2013      | 2e        |

### Coupe du monde
- Meilleur classement du freestyle : 5e en 2012.
- Meilleur classement en Half-pipe : 4e en 2012.
- 4 podiums en Half-pipe dont 1 victoire à Sotchi, le 14 février 2013.